# Rob Morrow
Robert Alan „Rob” Morrow (ur. 21 września 1962 w New Rochelle) – amerykański aktor, reżyser, scenarzysta i producent filmowy. Odtwórca roli doktora Joela Fleischmana, nowojorskiego lekarza zmuszonego do wyjazdu na Alaskę, w serialu Przystanek Alaska (1990–1995), która przyniosła mu trzy nominacje do Złotego Globu i dwie nominacje do nagrody Emmy. 
W 1994 wystąpił w filmie Quiz Show u boku Ralpha Fiennesa, a w następnych latach pojawił się w filmach: Matka (1996), Tylko miłość (1998) i Maze (2000), którego jednocześnie był reżyserem, producentem i scenarzystą.

## Życiorys
Urodził się w New Rochelle w stanie Nowy Jork w rodzinie pochodzenia żydowskiego jako syn Diane Francis (z domu Markowitz), higienistki stomatologicznej, i Murraya Morrow, producenta oświetlenia przemysłowego. Wychowywał się ze starszą siostrą Carrie. Jego rodzice rozwiedli się, gdy miał dziewięć lat. Uczęszczał do Miami Sunset High School, ale porzucił ją na początku ostatniego roku, aby rozpocząć karierę aktorską. Naukę kontynuował w Edgemont High School w hrabstwie Westchester. W 1979 mając 17 lat przeniósł się do Nowego Jorku, gdzie studiował aktorstwo w renomowanym HB Studio.
Kariera filmowa Morrowa rozpoczęła się, gdy w wieku 18 lat pojawił się jako statysta w Saturday Night Live. W 1983 pracował w Los Angeles jako asystent Michaela Bennetta przy musicalu Dreamgirls. W 1984 debiutował w nowojorskim Jewish Repertory Theatre jako Stuart Miller w przedstawieniu Ucieczka z Riverdale. W 1985 grał na Broadwayu w podwójnej roli jako Prick i Flem w sztuce Chłopaki zimy (The Boys of Winter). Zagrał w komedii Wakacje w kurorcie (Private Resort, 1985) u boku Johnny’ego Deppa. W 1986 pomógł założyć nowojorską trupę aktorską Naked Angels i wystąpił na off-Broadwayu w roli Carla w spektaklu Powrót Pinokia.

## Filmografia

### jako aktor
- Designated Survivor (2016 - 2017) jako Abe Leonard, 1. sezon
- Wzór - Agent FBI Don Eppes (53 odcinki, od 2005)
- Going Shopping - Miles (2005)
- Night's Noontime - Dr. William Minor (2002)
- Klub Imperatora - James Ellerby (2002)
- Guru - Josh Goldstein (2002)
- Życie ulicy - Kevin Hunter (2002)
- Jenifer - Dr Richard Feldman (2001)
- Hudson's Law (2001)
- Maze - Lyle Maze (2000)
- Kłamstwo w mundurze - Jonathan Neumann (2000)
- Other Voices - Jeff (2000)
- Bóle porodowe - Ryan Keene (2000)
- Sam the Man - Daniel Lenz (2000)
- Nearly Yours (1999)
- Into My Heart - Ben (1998)
- Tylko miłość - Matthew Heller (1998)
- Dzień w którym zastrzelono Lincolna - John Wilkes Booth (1998)
- Matka - Jeff Henderson (1996)
- Cena nadziei - Rick Hayes (1996)
- Przystanek Alaska - Dr Joel Fleischman (96 odcinków, 1990–1995)
- Quiz Show - Dick Goodwin (1994)
- Saturday Night Live - Prowadzący (2 odcinki, 1980–1992)
- Tattingers - Marco Bellini (1989)
- Monsters (1 odcinek; 1989)
- Spenser: For Hire - Danny (1 odcinek; 1987)
- Fame - Joey Laurenzano (1 odcinek; 1985)
- Wakacje w kurorcie – Ben (1985)

### jako reżyser
- Wzór (1 odcinek; 2006)
- Joan z Arcadia (3 odcinki; 2004)
- Życie ulicy (3 odcinki; 2003)
- Oz (1 odcinek; 2002)
- Maze (2000)
- The Silent Alarm (1993)

### jako producent filmowy
- Maze (2000)

### jako scenarzysta
- The Maze (2002)
- The Silent Alarm (1993)